# Colgar rakum
Colgar rakum är en insektsart som beskrevs av Medler 2000. Colgar rakum ingår i släktet Colgar och familjen Flatidae. Inga underarter finns listade i Catalogue of Life.